# Prêmios Teen Choice de 2017
A cerimônia dos Prêmios Teen Choice de 2017 foi realizada em 13 de agosto de 2017. Os prêmios celebram as conquistas do ano na música, cinema, televisão, esportes, moda, comédia e internet e foram votados pelos espectadores entre 13 e 19 anos através de várias redes sociais. Um festival musical de três horas chamado "Teen Fest" e apresentado por Jake Paul foi transmitido exclusivamente no YouTube com alguns dos eventos que apareceram durante a transmissão Teen Choice. O Maroon 5 recebeu o Decade Award inaugural. Ao longo do show, várias celebridades, incluindo Vanessa Hudgens, Zendaya e Lauren Jauregui, do Fifth Harmony, abordaram as consequências do Unite the Right 2017 e encorajaram os adolescentes a se manifestarem contra a violência e o ódio. Esta é a primeira cerimônia desde 2002 a não ter um anfitrião.

## Performances
| Performers                                         | Canção                            | Ref.  |
| -------------------------------------------------- | --------------------------------- | ----- |
| Kyle e Lil Yachty                                  | " iSpy "                          |       |
| Rita Ora                                           | "Your Song"                       | [ 4 ] |
| Louis Tomlinson, Bebe Rexha e Digital Farm Animals | "Back to You"                     | [ 5 ] |
| PRETTYMUCH                                         | "Would You Mind"                  |       |
| Elenco de Star                                     | "Ain't Thinkin' 'Bout You"        |       |
| French Montana, Swae Lee e Rae Sremmurd            | "Unforgettable" e "Black Beatles" |       |
| Clean Bandit e Zara Larsson                        | "Rockabye" e "Symphony"           | [ 5 ] |

## Apresentadores
- The Dolan Twins
- Lucy Hale
- Janel Parrish
- Chris Pratt
- Tyler Posey
- Yara Shahidi
- Hudson Yang
- Elenco de Riverdale
- Logan Paul

## Indicados e vencedores
A primeira onda de nomeações foi anunciada em 19 de junho de 2017.  A segunda onda de nomeações foi anunciada em 12 de julho de 2017. Os vencedores são listados primeiro, em negrito.

### Cinema
| Choice Action Movie | Choice Action Movie Actor |
| --- | --- |
| - Wonder Woman - The Fate of the Furious - Logan - Pirates of the Caribbean: Dead Men Tell No Tales - Transformers: The Last Knight - xXx: Return of Xander Cage | - Chris Pine – Wonder Woman - Vin Diesel – The Fate of the Furious and xXx: Return of Xander Cage - Johnny Depp – Pirates of the Caribbean: Dead Men Tell No Tales - Hugh Jackman – Logan - Dwayne Johnson – The Fate of the Furious - Brenton Thwaites – Pirates of the Caribbean: Dead Men Tell No Tales |
| Choice Action Movie Actress | Choice Sci-Fi Movie |
| - Gal Gadot – Wonder Woman - Nina Dobrev – xXx: Return of Xander Cage - Deepika Padukone – xXx: Return of Xander Cage - Michelle Rodriguez – The Fate of the Furious - Ruby Rose – xXx: Return of Xander Cage - Kaya Scodelario – Pirates of the Caribbean: Dead Men Tell No Tales                                  | - Guardians of the Galaxy Vol. 2 - Arrival - Kong: Skull Island - Power Rangers - Rogue One: A Star Wars Story - The Space Between Us |
| Choice Sci-Fi Movie Actor | Choice Sci-Fi Movie Actress |
| - Chris Pratt – Guardians of the Galaxy Vol. 2 - Asa Butterfield – The Space Between Us - Tom Hiddleston – Kong: Skull Island - Diego Luna – Rogue One: A Star Wars Story - Dacre Montgomery – Power Rangers - Jeremy Renner – Arrival                                                                              | - Zoe Saldana – Guardians of the Galaxy Vol. 2 - Amy Adams – Arrival - Becky G – Power Rangers - Felicity Jones – Rogue One: A Star Wars Story - Brie Larson – Kong: Skull Island - Naomi Scott – Power Rangers                                                                                            |
| Choice Fantasy Movie | Choice Fantasy Movie Actor |
| - Beauty and the Beast - Doctor Strange - Fantastic Beasts and Where to Find Them - Miss Peregrine's Home for Peculiar Children - Moana | - Dwayne Johnson – Moana - Asa Butterfield – Miss Peregrine's Home for Peculiar Children - Benedict Cumberbatch – Doctor Strange - Eddie Redmayne – Fantastic Beasts and Where to Find Them - Dan Stevens – Beauty and the Beast                                                                           |
| Choice Fantasy Movie Actress | Choice Drama Movie |
| - Emma Watson – Beauty and the Beast - Auli'i Cravalho – Moana - Eva Green – Miss Peregrine's Home for Peculiar Children - Rachel McAdams – Doctor Strange - Katherine Waterston – Fantastic Beasts and Where to Find Them                                                                                          | - Everything, Everything - Before I Fall - The Edge of Seventeen - Gifted - Hidden Figures - The Shack |
| Choice Drama Movie Actor | Choice Drama Movie Actress |
| - Kian Lawley – Before I Fall - Chris Evans – Gifted - Andrew Garfield – Hacksaw Ridge - Taylor Lautner – Run the Tide - Nick Robinson – Everything, Everything | - Emma Watson – The Circle - Zoey Deutch – Before I Fall - Taraji P. Henson – Hidden Figures - Hailee Steinfeld – The Edge of Seventeen - Amandla Stenberg – Everything, Everything |
| Choice Comedy Movie | Choice Comedy Movie Actor |
| - Finding Dory - Cars 3 - Keeping Up with the Joneses - The Lego Batman Movie - Table 19 | - Zac Efron – Baywatch - Will Arnett – The Lego Batman Movie - Zach Galifianakis – Keeping Up with the Joneses - Ricky Garcia – Bigger Fatter Liar - Dwayne Johnson – Baywatch - Owen Wilson – Cars 3 |
| Choice Comedy Movie Actress | Choice Movie Villain |
| - Ellen DeGeneres – Finding Dory - Alexandra Daddario – Baywatch - Gal Gadot – Keeping Up with the Joneses - Jennifer Hudson – Sandy Wexler - Tori Kelly – Sing - Anna Kendrick – Table 19 | - Luke Evans – Beauty and the Beast - Elizabeth Banks – Power Rangers - Javier Bardem – Pirates of the Caribbean: Dead Men Tell No Tales - Priyanka Chopra – Baywatch - James McAvoy – Split - Charlize Theron – The Fate of the Furious                                                                   |
| Choice Breakout Movie Star | Choice Summer Movie |
| - Auli'i Cravalho – Moana - Tom Holland – Spider-Man: Homecoming - Janelle Monáe – Hidden Figures - Deepika Padukone – xXx: Return of Xander Cage - Harry Styles – Dunkirk - Zendaya – Spider-Man: Homecoming | - Spider-Man: Homecoming - Cars 3 - Pirates of the Caribbean: Dead Men Tell No Tales - Transformers: The Last Knight - War for the Planet of the Apes - Wonder Woman |
| Choice Summer Movie Actor | Choice Summer Movie Actress |
| - Tom Holland – Spider-Man: Homecoming - Ansel Elgort – Baby Driver - Chris Pine – Wonder Woman - Harry Styles – Dunkirk - Mark Wahlberg – Transformers: The Last Knight - Owen Wilson – Cars 3 | - Zendaya – Spider-Man: Homecoming - Cara Delevingne – Valerian and the City of a Thousand Planets - Gal Gadot – Wonder Woman - Isabela Moner – Transformers: The Last Knight - Mandy Moore – 47 Meters Down - Bella Thorne – Amityville: The Awakening                                                    |
| Choice Movie Ship | |
| - Emma Watson e Dan Stevens – Beauty e the Beast - Zac Efron e Dwayne Johnson – Baywatch - Gal Gadot e Chris Pine – Wonder Woman - Deepika Padukone e Ruby Rose – xXx: Return of Xeer Cage - Chris Pratt e Zoe Saldana – Guardians of the Galaxy Vol. 2 - Michelle Rodriguez e Vin Diesel – The Fate of the Furious | |

### Televisão
| Choice Drama TV Show | Choice Drama TV Actor |
| --- | --- |
| - Riverdale - Empire - Famous in Love - Pretty Little Liars - Star - This Is Us | - Cole Sprouse – Riverdale - Sterling K. Brown – This Is Us - Ian Harding – Pretty Little Liars - Jussie Smollett – Empire - Milo Ventimiglia – This Is Us - Jesse Williams – Grey’s Anatomy                                                                      |
| Choice Drama TV Actress | Choice Sci-Fi/Fantasy TV Show |
| - Lucy Hale – Pretty Little Liars - Troian Bellisario – Pretty Little Liars - Ashley Benson – Pretty Little Liars - Shay Mitchell – Pretty Little Liars - Sasha Pieterse – Pretty Little Liars - Bella Thorne – Famous in Love                                                     | - The Vampire Diaries - Shadowhunters - Stranger Things - Supernatural - Teen Wolf - Timeless |
| Choice Sci-Fi/Fantasy TV Actor | Choice Sci-Fi/Fantasy TV Actress |
| - Dylan O'Brien – Teen Wolf - Jensen Ackles – Supernatural - Matthew Daddario – Shadowhunters - Joseph Morgan – The Originals - Bob Morley – The 100 - Ian Somerhalder – The Vampire Diaries                                                                                       | - Kat Graham – The Vampire Diaries - Jennifer Morrison – Once Upon a Time - Lana Parrilla – Once Upon a Time - Abigail Spencer – Timeless - Eliza Taylor – The 100 - Emeraude Toubia – Shadowhunters                                                              |
| Choice Action TV Show | Choice Action TV Actor |
| - The Flash - Agents of S.H.I.E.L.D. - Arrow - Gotham - Lethal Weapon - Supergirl | - Grant Gustin – The Flash - Stephen Amell – Arrow - Clayne Crawford – Lethal Weapon - Gabriel Luna – Agents of S.H.I.E.L.D. - Wentworth Miller – Prison Break - Chris Wood – Supergirl                                                                           |
| Choice Action TV Actress | Choice Comedy TV Show |
| - Melissa Benoist – Supergirl - Jordana Brewster – Lethal Weapon - Caity Lotz – Legends of Tomorrow - Danielle Panabaker – The Flash - Candice Patton – The Flash - Emily Bett Rickards – Arrow                                                                                    | - Fuller House - Baby Daddy - Brooklyn Nine-Nine - Jane the Virgin - One Day at a Time - Young & Hungry |
| Choice Comedy TV Actor | Choice Comedy TV Actress |
| - Jean-Luc Bilodeau – Baby Daddy - Anthony Anderson – Black-ish - Jaime Camil – Jane the Virgin - Micah Fowler – Speechless - Andy Samberg – Brooklyn Nine-Nine - Hudson Yang – Fresh Off the Boat                                                                                 | - Candace Cameron Bure – Fuller House - Rose McIver – iZombie - Emma Roberts – Scream Queens - Gina Rodriguez – Jane the Virgin - Yara Shahidi – Black-ish - Zendaya – K.C. Undercover                                                                            |
| Choice Animated TV Show | Choice Reality TV Show |
| - Family Guy - Bob's Burgers - Gravity Falls - Rick and Morty - Sonic Boom - Steven Universe | - The Voice - Chasing Cameron - Dance Moms - Keeping Up with the Kardashians - MasterChef Junior - Total Bellas |
| Choice Throwback TV Show | Choice TV Personality |
| - One Tree Hill - Buffy the Vampire Slayer - The Fresh Prince of Bel-Air - The O.C. - Sister, Sister - Veronica Mars | - Ellen DeGeneres – The Ellen DeGeneres Show - Anthony Anderson – To Tell the Truth - Tyra Banks – America's Got Talent - James Corden – The Late Late Show with James Corden - Jimmy Fallon – The Tonight Show Starring Jimmy Fallon - Blake Shelton – The Voice |
| Choice TV Villain | Choice Breakout TV Star |
| - Janel Parrish – Pretty Little Liars - Grant Gustin – The Flash - Teri Hatcher – Supergirl - Mark Pellegrino – Supernatural - Josh Segarra – Arrow - Cory Michael Smith – Gotham                                                                                                  | - Lili Reinhart – Riverdale - KJ Apa – Riverdale - Millie Bobby Brown – Stranger Things - Ryan Destiny – Star - Chrissy Metz – This Is Us - Finn Wolfhard – Stranger Things                                                                                       |
| Choice Breakout TV Show | Choice Summer TV Show |
| - Riverdale - Famous in Love - Star - Stranger Things - This Is Us - Timeless | - Teen Wolf - America's Got Talent - Beat Shazam - The Bold Type - The Fosters - So You Think You Can Dance |
| Choice Summer TV Actor | Choice Summer TV Actress |
| - Tyler Posey – Teen Wolf - Noah Centineo – The Fosters - Cody Christian – Teen Wolf - Kyle Harris – Stitchers - David Lambert – The Fosters - Harry Shum Jr. – Shadowhunters | - Holland Roden – Teen Wolf - Aisha Dee – The Bold Type - Hilary Duff – Younger - Shelley Hennig – Teen Wolf - Maia Mitchell – The Fosters - Cierra Ramirez – The Fosters                                                                                         |
| Choice TV Ship | |
| - Lili Reinhart e Cole Sprouse – Riverdale - Matthew Daddario e Harry Shum Jr. – Shadowhunters - Shay Mitchell e Sasha Pieterse – Pretty Little Liars - Holland Roden e Dylan O'Brien – Teen Wolf - Eliza Taylor e Bob Morley – The 100 - Chris Wood e Melissa Benoist – Supergirl | |

### Cinema e Televisão
| Choice Scene Stealer | Choice Liplock |
| --- | --- |
| - Camila Mendes – Riverdale - RJ Cyler – Power Rangers - Josh Gad – Beauty and the Beast - Taylor Lautner – Scream Queens - Colin O'Donoghue – Once Upon a Time - Michael Rooker – Guardians of the Galaxy Vol. 2   | - Dan Stevens e Emma Watson – Beauty and the Beast - Melissa Benoist e Chris Wood – Supergirl - Orlando Bloom e Keira Knightley – Pirates of the Caribbean: Dead Men Tell No Tales - Matthew Daddario e Harry Shum Jr. – Shadowhunters - Jennifer Morrison e Colin O'Donoghue – Once Upon a Time - Chris Pine e Gal Gadot – Wonder Woman |
| Choice Hissy Fit | |
| - Madelaine Petsch – Riverdale - Anthony Anderson – Black-ish - Malcolm Barrett – Timeless - Luke Evans – Beauty and the Beast - Kurt Russell – Guardians of the Galaxy Vol. 2 - Dan Stevens – Beauty and the Beast | |

### Música
| Choice Music: Male Artist | Choice Music: Female Artist | |
| --- | --- | --------------------------------------------------------------------------------------------------- |
| - Harry Styles - Justin Bieber - Bruno Mars - Shawn Mendes - Ed Sheeran - The Weeknd | - Ariana Grande - Alessia Cara - Miley Cyrus - Selena Gomez - Katy Perry - Hailee Steinfeld | |
| Choice Music: Group | Choice Music: Country Artist | |
| - Fifth Harmony - The Chainsmokers - Little Mix - Maroon 5 - Twenty One Pilots - The Vamps | - Carrie Underwood - Kelsea Ballerini - Luke Bryan - Florida Georgia Line - Sam Hunt - Blake Shelton | |
| Choice Music: Electronic/Dance Artist | Choice Music: Latin Artist | |
| - Calvin Harris - Steve Aoki - Martin Garrix - David Guetta - Major Lazer - Zedd | - CNCO - Daddy Yankee - Luis Fonsi - Enrique Iglesias - Maluma - Shakira | |
| Choice Music: R&B/Hip-Hop Artist | Choice Music: Rock Artist | |
| - Beyoncé - Chance the Rapper - Drake - Kendrick Lamar - Nicki Minaj - Rihanna | - Harry Styles - Imagine Dragons - Linkin Park - Paramore - Twenty One Pilots - X Ambassadors | |
| Choice Music Single: Male Artist | Choice Music Single: Female Artist | |
| - "Slow Hands" – Niall Horan - "Body Like a Back Road" – Sam Hunt - "Despacito" – Luis Fonsi & Daddy Yankee feat. Justin Bieber - "Shape of You" – Ed Sheeran - "Sign of the Times" – Harry Styles - "That's What I Like" – Bruno Mars                                                                                                 | - "Crying in the Club" – Camila Cabello - "Bad Liar" – Selena Gomez - "Issues" – Julia Michaels - "Malibu" – Miley Cyrus - "Most Girls" – Hailee Steinfeld - "Scars to Your Beautiful" – Alessia Cara | |
| Choice Music Single: Group | Choice Music: Collaboration | |
| - "Down" – Fifth Harmony feat. Gucci Mane - "Believer" – Imagine Dragons - "Closer" – The Chainsmokers feat. Halsey - "Guys My Age" – Hey Violet - "Heathens" – Twenty One Pilots - "Shout Out to My Ex" – Little Mix | - "Just Hold On" – Steve Aoki & Louis Tomlinson - "God, Your Mama, and Me" – Florida Georgia Line feat. Backstreet Boys - "I Don't Wanna Live Forever" – Zayn & Taylor Swift - "It Ain't Me" – Kygo and Selena Gomez - "No Promises" – Cheat Codes feat. Demi Lovato - "Stay" – Zedd & Alessia Cara           | |
| Choice Music: Pop Song | Choice Music: Country Song | |
| - "Shape of You" – Ed Sheeran - "24k Magic" – Bruno Mars - "Closer" – The Chainsmokers feat. Halsey - "Don't Wanna Know" – Maroon 5 feat. Kendrick Lamar - "Love on the Brain" – Rihanna - "Stay" – Zedd & Alessia Cara | - "Body Like a Back Road" – Sam Hunt - "Craving You" – Thomas Rhett feat. Maren Morris - "Every Time I Hear That Song" – Blake Shelton - "The Fighter" – Keith Urban feat. Carrie Underwood - "God, Your Mama, and Me" – Florida Georgia Line feat. Backstreet Boys - "In Case You Didn't Know" – Brett Young | |
| Choice Music: Electronic/Dance Song | Choice Music: Latin Song | |
| - "Know No Better" – Major Lazer feat. Travis Scott, Camila Cabello, & Quavo - "2U" – David Guetta feat. Justin Bieber - "It Ain't Me" – Kygo and Selena Gomez - "Just Hold On" – Steve Aoki and Louis Tomlinson - "Rockabye" – Clean Bandit feat. Sean Paul & Anne-Marie - "Something Just like This" – The Chainsmokers and Coldplay | - "Despacito" – Luis Fonsi & Daddy Yankee feat. Justin Bieber - "Chantaje" – Shakira feat. Maluma - "Deja Vu" – Prince Royce & Shakira - "Hey Ma" – Pitbull & J Balvin feat. Camila Cabello - "No Le Hablen de Amor" – CD9 - "Reggaetón Lento (Bailemos)" – CNCO                                              | |
| Choice Music: R&B/Hip-Hop Song | Choice Music: Rock/Alternative Song | |
| - "I'm the One" – DJ Khaled feat. Justin Bieber, Quavo, Chance the Rapper, & Lil Wayne - "Glorious" – Macklemore feat. Skylar Grey - "Location" – Khalid - "Passionfruit" – Drake - "Redbone" – Childish Gambino - "That's What I Like" – Bruno Mars                                                                                   | - "Believer" – Imagine Dragons - "Green Light" – Lorde - "Hard Times" – Paramore - "Heathens" – Twenty One Pilots - "Heavy" – Linkin Park feat. Kiiara - "Human" – Rag'n'Bone Man | |
| Choice Music: Breakout Artist | Choice Music: Next Big Thing | |
| - Chance the Rapper - James Arthur - Halsey - Zara Larsson - Dua Lipa - Julia Michaels | - Grace VanderWaal - Jonas Blue - Forever in Your Mind - Jax Jones - New Hope Club - The Tide | |
| Choice Music: Summer Song | Choice Summer Music Artist: Male | |
| - "Despacito" – Luis Fonsi & Daddy Yankee feat. Justin Bieber - "Bad Liar" – Selena Gomez - "Castle on the Hill" – Ed Sheeran - "Malibu" – Miley Cyrus - "Stay" – Zedd & Alessia Cara - "That's What I Like" – Bruno Mars | - Shawn Mendes - Justin Bieber - Niall Horan - Liam Payne - Harry Styles - Zedd | |
| Choice Summer Music Artist: Female | Choice Music: Summer Group | |
| - Camila Cabello - Miley Cyrus - Selena Gomez - Halsey - Lorde - Katy Perry | - Fifth Harmony - The Chainsmokers - Coldplay - Florida Georgia Line - Imagine Dragons - Little Mix | - Fifth Harmony - The Chainsmokers - Coldplay - Florida Georgia Line - Imagine Dragons - Little Mix |
| Choice Music: Summer Tour | Choice Music: International Artist | |
| - Ariana Grande – Dangerous Woman Tour - Sam Hunt – 15 in a 30 Tour - Kendrick Lamar – Damn Tour - Bruno Mars – 24K Magic World Tour - Shawn Mendes – Illuminate World Tour - Ed Sheeran – ÷ Tour | - BTS - CD9 - CNCO - Exo - Monsta X - Seventeen | - BTS - CD9 - CNCO - Exo - Monsta X - Seventeen                                                     |

### Internet
| Choice Male Web Star                                                                             | Choice Female Web Star                                                                             |
| ------------------------------------------------------------------------------------------------ | -------------------------------------------------------------------------------------------------- |
| - Logan Paul - Cameron Dallas - The Dolan Twins - Ryan Higa - Casey Neistat - sWooZie            | - Liza Koshy - Eva Gutowski - Merrell Twins - Bethany Mota - Niki and Gabi - Lilly Singh           |
| Choice Comedy Web Star                                                                           | Choice Gamer                                                                                       |
| - Logan Paul - Colleen Ballinger - The Dolan Twins - Liza Koshy - Lele Pons - Lilly Singh        | - Ryan Ohmwrecker - Vikram Singh Barn - Jaryd Lazar - Michael Santana - Rabia Yazbek - Saqib Zahid |
| Choice Fashion/Beauty Web Star                                                                   | Choice Music Web Star                                                                              |
| - Nikkie de Jager - Andrea Brooks - Gigi Gorgeous - Kandee Johnson - Bethany Mota - Mia Stammer  | - Jake Paul - Cimorelli - Jack & Jack - Carson Lueders - Johnny Orlando - Leroy Sanchez            |
| Choice Muser                                                                                     | Choice Twit                                                                                        |
| - Baby Ariel - Danielle Cohn - Kristen Hancher - Isaiah Howard - Lisa and Lena - Jacob Sartorius | - Ellen DeGeneres - Anna Kendrick - Blake Shelton - Chrissy Teigen - Justin Timberlake - Zendaya   |
| Choice Instagrammer                                                                              | Choice Youtuber                                                                                    |
| - Selena Gomez - Beyoncé - Justin Bieber - Kendall Jenner - Kylie Jenner - Taylor Swift          | - Jake Paul - The Dolan Twins - Liza Koshy - Casey Neistat - Logan Paul - Lilly Singh              |
| Choice Snapchatter                                                                               | |
| - Ariana Grande - Brett Eldredge - Selena Gomez - Kylie Jenner - DJ Khaled - Bella Thorne        | |

### Moda
| Choice Male Hottie                                                                        | Choice Female Hottie                                                                           |
| ----------------------------------------------------------------------------------------- | ---------------------------------------------------------------------------------------------- |
| - Shawn Mendes - Justin Bieber - Zayn Malik - Liam Payne - Harry Styles - Louis Tomlinson | - Camila Cabello - Selena Gomez - Paris Jackson - Deepika Padukone - Rihanna - Zendaya         |
| Choice Style Icon                                                                         | Choice Model                                                                                   |
| - Harry Styles - Cara Delevingne - Selena Gomez - Zayn Malik - Rihanna - Zendaya          | - Kendall Jenner - Hailey Baldwin - Ashley Graham - Gigi Hadid - Paris Jackson - Winnie Harlow |

### Esportes
| Choice Male Athlete                                                                          | Choice Female Athlete                                                                                   |
| -------------------------------------------------------------------------------------------- | --- |
| - Conor McGregor - John Cena - Rickie Fowler - LeBron James - Cristiano Ronaldo - Mike Trout | - Simone Biles - Sasha Banks - The Bella Twins - Elena Delle Donne - Laurie Hernandez - Serena Williams |

### Diversos
| Choice Comedian | Choice Dancer                                                                                        |
| --- | --- |
| - The Dolan Twins - Jordan Doww - Kevin Hart - Gabriel Iglesias - Hasan Minhaj - Lilly Singh                                                                       | - Maddie Ziegler - Derek Hough - Julianne Hough - Kida the Great - Chloe Lukasiak - tWitch           |
| Choice Video Game | Choice Changemaker                                                                                   |
| - Overwatch - Dota 2 - Hearthstone - Heroes of the Storm - League of Legends - The Legend of Zelda: Breath of the Wild                                             | - Ariana Grande - Rowan Blanchard - Selena Gomez - Yara Shahidi - Ian Somerhalder - Shailene Woodley |
| Choice Fandom | "See Her" Award                                                                                      |
| - Fifth Harmony – Harmonizers - Ariana Grande – Arianators - Justin Bieber – Beliebers - Selena Gomez – Selenators - Ed Sheeran – Sheerios - Miley Cyrus – Smilers | - Vanessa Hudgens                                                                                    |
| Visionary Award | Decade Award                                                                                         |
| - Bruno Mars | - Maroon 5                                                                                           |